# Märtyrinnen von Valenciennes

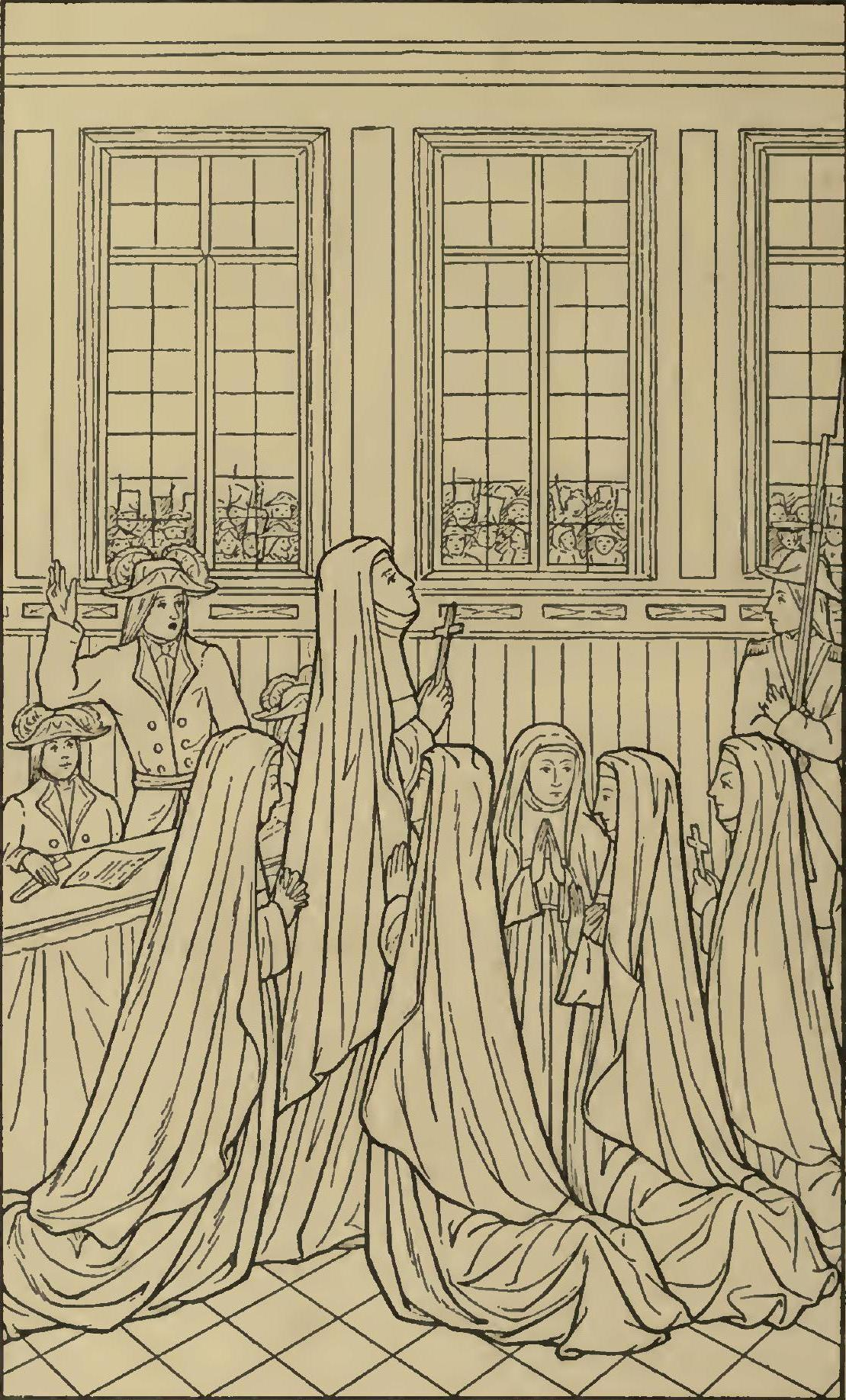
Die Ursulinen von Valenciennes nach der Verkündung des Todesurteils im Oktober 1794

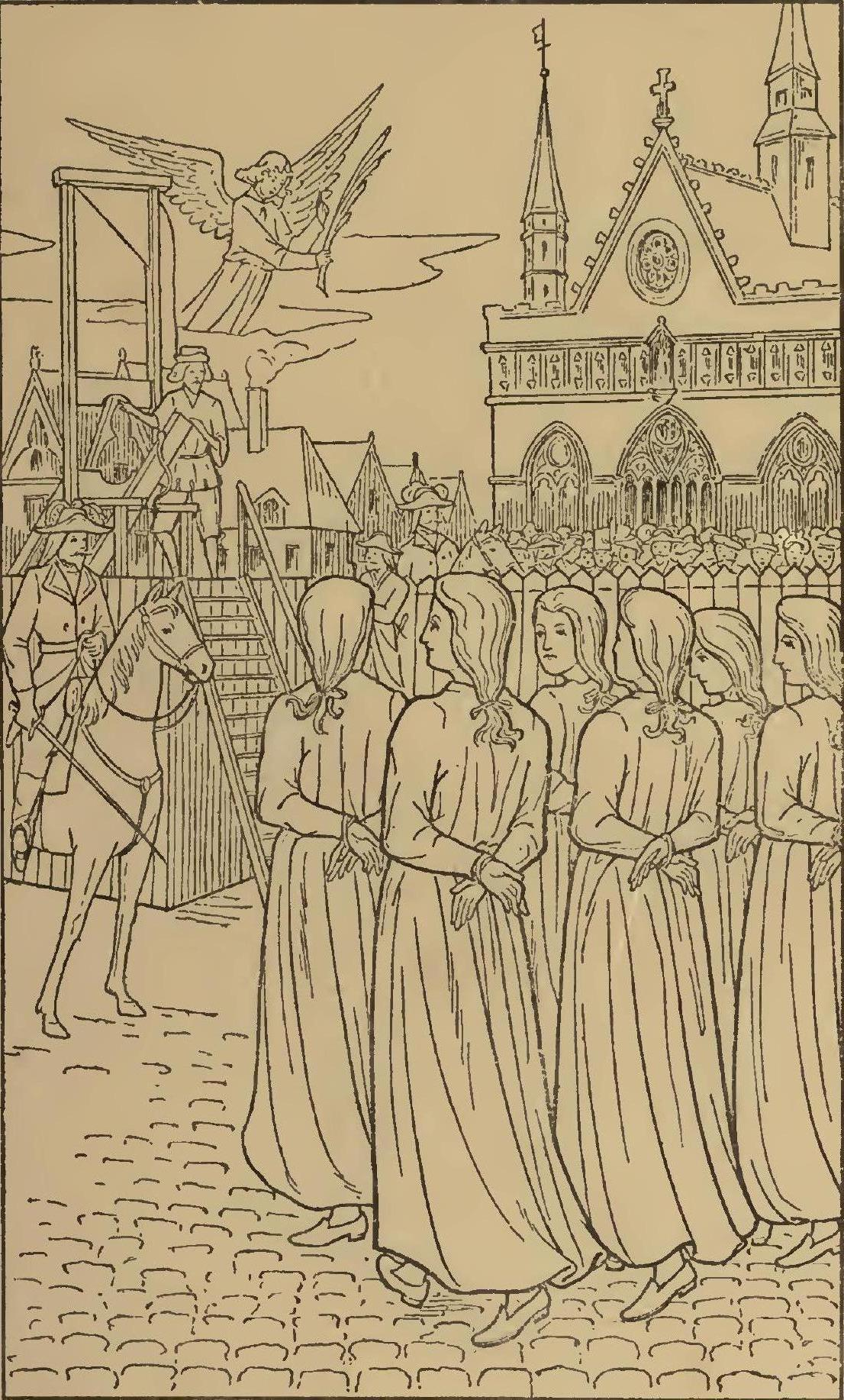
An der Guillotine (beide Darstellungen aus Jules Loridan: Les Ursulines de Valenciennes avant et pendant la terreur, Paris 1901)

Als Märtyrinnen von Valenciennes oder ursulinische Märtyrinnen werden elf Schwestern des Klosters der Ursulinen von Valenciennes bezeichnet, die nach der französischen Revolution während des Kriegs gegen Österreich in Nordfrankreich nach dem Sieg der Revolutionstruppen wegen angeblicher Verstöße gegen die französischen Religionsgesetze hingerichtet wurden.
Man warf den Schwestern vor, entgegen dem Verbot der Regierung eine Mädchenschule wiedereröffnet und betrieben zu haben. Nach ihrer Verhaftung wurden die elf Schwestern in zwei Gruppen, am 17. und dem 23. Oktober 1794, in Valenciennes auf der Guillotine hingerichtet. Obwohl die Oberin, Sr. Marie-Clotilde Paillot, vor dem Tribunal die Verantwortung für das Handeln der Ursulinen auf sich nahm, wurde der ganze Konvent zum Tode verurteilt. Die ursulinischen Märtyrinnen werden in der römisch-katholischen Kirche als selige Jungfrauen und Märtyrinnen verehrt.

## Verurteilung und Martyrium
Als auf Betreiben der revolutionären Regierung in ganz Frankreich die Ordenshäuser und -schulen aufgelassen, deren Räumlichkeiten beschlagnahmt und die Ordensleute vertrieben wurden, flohen die meisten Ursulinen aus dem ehemaligen Kloster von Valenciennes in das Ordenshaus ihrer Mitschwestern in Mons im damals zur Habsburgermonarchie gehörenden Belgien. Nach dem Einfall Österreichs in Nordfrankreich kehrten einige Mitglieder des Konvents nach Valenciennes zurück. In dem nun von den Österreichern besetzten Gebiet eröffneten sie ihre Schule wieder. Auch nach der Rückeroberung durch die Franzosen hielten die Schwestern im Kloster weiterhin Unterricht und trugen offenbar auch ihre nach den französischen Revolutionsgesetzen verbotene Ordenskleidung.
Am 17. Oktober 1794 stellte man fünf der Ordensschwestern wegen Hochverrats, Grenzübertritts ohne Erlaubnis, des Abhaltens eines als illegal angesehenen Schulbetriebs und des Tragens „verbotener Kleidung“ vor Gericht, wo sie freimütig zugaben, an der Schule katholischen Religionsunterricht zu geben. Man verurteilte sie daraufhin zum Tode. Wenige Tage später verurteilte man die Oberin und, bis auf eine, auch alle verbliebenen Schwestern des Konvents und führte sie auf einem Karren zum Schafott. Vor der Hinrichtung erklärte die Oberin, die Schwestern stürben für den Glauben der katholischen Kirche. Die letzte Schwester, Jeanne Louise Barré, die man bei der Verurteilung wohl versehentlich übergangen hatte, schloss sich ihren Mitschwestern am Schafott an, wo sie noch die Lauretanische Litanei sangen.
Zum Konvent gehörte auch Sr. Josephine Leroux, bürgerlich Anne-Josepha Leroux (1747–1794), die ursprünglich Klarissin gewesen war, sich aber nach der Auflösung ihres Konvents und einem zwischenzeitlichen Aufenthalt bei ihrer Familie in Mons den vertriebenen Ursulinen anschloss und nach deren Regel lebte, da ihre leibliche Schwester als Ursuline dem Konvent angehörte. Zwei andere Schwestern, Anne-Marie Erraux und Françoise Lacroix, waren Birgittinnen gewesen, hatten aber um Aufnahme bei den Ursulinen gebeten, weil ihr Konvent nicht fortbestehen konnte. Diese drei werden daher ebenfalls zu den ursulinischen Märtyrinnen gezählt.
Die Namen der getöteten Schwestern sind:
- Marie-Clotilde Paillot, Oberin
- Marie Louise Ducret
- Marie Magdalen Desjardin
- Marie Louise Vanot
- Françoise Lacroix
- Margaret Leroux
- Anne-Marie Erraux
- Anne-Josepha Leroux
- Gabrielle Bourla
- Jeanne Louise Barré
- Jeanne Rievie Prin

## Verehrung
Papst Benedikt XV. sprach die elf ursulinischen Märtyrinnen am 13. Juni 1920 selig. Ihr Gedenktag ist der 23. Oktober. Im Martyrologium Romanum sind sie an den Tagen vom 17. bis zum 26. Oktober aufgeführt. Ihre Attribute in der christlichen Ikonografie sind die Märtyrerpalme und das Schafott.